# Amphistomus monticola
Amphistomus monticola är en skalbaggsart som beskrevs av Renaud Maurice Adrien Paulian 1985. Amphistomus monticola ingår i släktet Amphistomus och familjen bladhorningar. Inga underarter finns listade i Catalogue of Life.